# Суйсарь на острове
Су́йсарь на острове — старинная деревня в составе Заозерского сельского поселения Прионежского района Республики Карелия России, комплексный памятник истории.

## География
Расположена на северо-западном берегу острова Суйсарь в западной части Онежского озера. На противоположном берегу одноимённого пролива (отделяющего остров) находится собственно деревня Суйсарь (карел. Suisuari).

## История и культура
Сохраняется памятник истории — могила советской подпольщицы-радистки Любы Тумановой (1920—1943). В 1975 году на могиле был установлен памятник из шокшинского малинового кварцита.

## Население
| 2002 | 2009 | 2010 | 2013 |
| ---- | ---- | ---- | ---- |
| 8    | ↘0   | →0   | →0   |